# Drengene fra C3
Drengene fra C3 er en tegneseriestribe som udgives i Fæstningen, AGF Fanclub Aarhus' medlemsblad. Striberne, der er blevet bragt siden 2005, er tegnet af Sebastian Burtin og handler om to AGF-fans, Steen og Benny, og deres forhold til AGF, piger og livet som ung i Århus.
De to hovedpersoner, Steen og Benny, er en humoristisk fortolkning af to trofaste AGF fans, for hvem (næsten) alt går galt.
Steen er den dovne, øldrikkende type som ikke lader sig slå ud af et enkelt nederlag, Mens Benny er mere rapkæftet, kvindeglad og måske også den mest uheldige. Men til fælles for dem begge, udover at de er nære venner er, at når det kommer til stykket, vil de aldrig kunne forlade AGF.
Fæstningen er 48-siders medlemsblad som udsendes til alle fanklubbens medlemmer (næsten 2000), fire gange årligt.